# 김인태 (배우)
김인태(金仁泰, 1936년 2월 12일 ~ 2018년 9월 12일)는 대한민국의 남성 배우이다. 국악인 김창룡의 손자이기도 하다.

## 생애
1954년 연극배우 첫 데뷔하였다.
연극배우 활약 초기에 같이 연극 무대 활동을 한 선배 연기자로는 고설봉· 양일민 등이 있는데 HLKZ-TV에 출연하며 TV와 인연을 맺었고 1964년 말 TBC TV가 개국하자 TBC로 자리를 옮겼다가 뒷날 KBS를 거쳐 MBC 드라마에도 출연했지만 특정 모종의 불미스러운 탓이었는지 한때 KBS 출연이 뜸해졌던 적이 있었다.

## 학력
- 경기상업고등학교
- 서라벌예술학교 연극영화학과 전문학사

## 출연작

### 드라마
- 1975년 MBC 대하드라마 《집념》 ... 허준의 스승 유의태 역
- 1979년 KBS 일일연속극 《어떤 여자》
- 1979년 KBS 대하드라마 《토지》 ... 조준구 역
- 1980년 KBS 100분 드라마 《붉은 왕조》 ... 양형섭 역
- 1982년 KBS1 8.15 특집드라마 《그 여름의 이틀》 ... 모리 형사 역
- 1982년 KBS1 대하드라마 《풍운》 ... 전봉준 역
- 1983년 KBS2 월화드라마 《객주》
- 1985년 MBC 농촌드라마 《전원일기》 ... 강주사 역
- 1986년 MBC 월화드라마 《회천문》 ... 류희분 역
- 1986년 KBS1 일일연속극 《여심》
- 1986년 KBS1 대하드라마 《노다지》 ... 도흡 아버지 역
- 1987년 MBC 6.25특집극 《천둥소리》
- 1988년 MBC 월화드라마 《내일이 오면》
- 1988년 MBC 월화드라마 《마지막 우상》
- 1988년 MBC 월화드라마 《모래성》
- 1989년 KBS2 일일연속극 《천명》
- 1989년 MBC 특집드라마 《백범일지》 ... 이승만 역
- 1989년 MBC 월화드라마 《제5열》
- 1989년 MBC 정치드라마 《제2공화국》 ... 상산 김도연 역
- 1990년 MBC 월화드라마 《춤추는 가얏고》
- 1990년 KBS1 대하드라마 《여명의 그날》 ... 박헌영 역
- 1991년 MBC 월화드라마 《또 하나의 행복》
- 1991년 SBS 개국특집극 《미늘》
- 1992년 KBS2 월화드라마 《추리 3부작》
- 1992년 SBS 주말극장 《모래위의 욕망》... 유회장 역
- 1993년 MBC 월화드라마《여자의 남자》
- 1994년 MBC 창사 33주년 드라마 《거인의 손》 ... 설 노인 역
- 1995년 MBC 정치드라마 《제4공화국》 ... 호암 이병철 역
- 1995년 SBS 주말극장 《옥이이모》... 상구 외할아버지 역
- 1995년 SBS 정치드라마 《코리아게이트》 ... 소강 민관식 역
- 1996년 KBS2 설날특집극 《검》 ...
- 1997년 KBS2 수목드라마 《욕망의 바다》 ... 정문수 역
- 1998년 SBS 정치드라마 《삼김시대》 ... 현민 유진오 역
- 1998년 MBC 월화드라마 《세상 끝까지》
- 1998년 KBS1 대하드라마《왕과 비》 ... 효령대군 이보 역
- 1999년 MBC 일일연속극 《하나뿐인 당신》 ... 장대길 역
- 2000년 KBS1 대하드라마 《태조 왕건》 ... 아지태 역
- 2000년 KBS1 수목드라마 《소설 목민심서》 ... 목만중 역
- 2001년 KBS2 대하드라마 《명성황후》 ... 신응조 역
- 2003년 KBS1 대하드라마 《무인시대》 ... 윤인첨 역
- 2004년 SBS 주말특별기획 《발리에서 생긴 일》 ... 정범진 회장 역
- 2004년 SBS 아침드라마 《청혼》 ... 심 회장 역
- 2004년 MBC 미니시리즈 《아일랜드》 ... 성만 역
- 2004년~2005년 MBC 일일연속극 《왕꽃 선녀님》 ... 윤재학의 아버지 역
- 2005년 SBS 아침드라마 《진주 귀걸이》 ... 오탁필 역
- 2005년 SBS 드라마스페셜 《사랑은 기적이 필요해》 ... 진태백 역
- 2008년 SBS 드라마스페셜 《불한당》 ... 진구 부 역
- 2009년 SBS 주말특별기획 《스타일》 ... 손승호 역
- 2009년 SBS 드라마스페셜 《크리스마스에 눈이 올까요?》 ... 노 교수 역

### 영화
- 1977년 《집념》 ... 허준의 스승 유의태 역
- 1985년 《에미》 ... 형사반장 역
- 2004년 《신석기 블루스》 ... 염 회장 역
- 2014년 《두근두근 내 인생》 ... 큰장씨 역

## 가족 관계
- 아내: 백수련(연극배우 겸 연기자)
- 아들: 김수현(영화배우 겸 연기자)